# Безіменне (Кальміуський район)
Безі́менне — село Новоазовської міської громади Кальміуського району, на півдні Донецької області на узбережжі Азовського моря. Відстань до Новоазовська становить близько 12 км та проходить автошляхом М14E58.

## Загальні відомості
Безіменне підпорядковане Новоазовській міській громаді. Через село проходить автошлях міжнародного значення E58 (Одеса — Маріуполь — Таганрог — Ростов-на-Дону).
Село Безіменне розташоване на березі Азовського моря, за 33 км від залізничної станції Маріуполь. Населення — 2638 особи. Новоазовській міській громаді підпорядковані також населені пункти Веденське, Качкарське, Митьково-Качкарі, Роза.
На східній околиці села є берегова коса, яку місцеві жителі називають «Лукомор'я».

## Символіка
Затверджений 1 травня 1998 року рiшенням сесії селищної ради.
"Щит вищерблено перетятий лазуровим і срібним. У першій частині золотий купол з хрестом, що супроводжується зверху золотою підковою, а знизу - золотими літерами "1799". Все супроводжують з боків чотири золотих колоски, що виникають попарно. У другій частині чорний якір із золотим канатом і лазуровий перекинутий осетр, покладені в косий хрест."
У водах Азову налічується лише декілька сотень особин азовського осетра. Цей вид перебуває на межі повного зникнення. Його внесено до Червоної книги України та аналогічних міжнародних реєстрів.

## Економіка
Колгосп «Дружба народів», центральна садиба якого міститься у Безіменному, має 4684 га орної землі. Це — велике багатогалузеве господарство, де вирощуються зернові, технічні та бобові культури. Розвинуте м'ясо-молочне тваринництво, садівництво, овочівництво. З допоміжних підприємств є майстерня для ремонту сільськогосподарської техніки.
Біля села знаходиться Новоазовська ВЕС (1 км на північ).

## Історія
Село Безіменне засноване 1799 року.
У 1942—1943 роках в селі діяла підпільна група. Патріоти підтримували зв'язок з діючими частинами Червоної армії, передаючи їм розвідувальні дані про ворога, брали участь у кількох десантних операціях у складі 385-го батальйону морської піхоти.

### Походження назви
За народними переказами таку своєрідну назву село отримало від Олександра Пушкіна, який, перебуваючи у південному засланні, проїжджав узбережжям Азовського моря. Приїхавши в чергове поселення, Олександр ушкін запитав у місцевих мешканців про назву селища. Вони йому відповіли, що село немає ще назви, воно без імені. І Пушкін, недовго думаючи, запропонував свою назву — Безіменне.

### Російсько-українська війна 2014 року
Увечері 1 вересня 2014 року була спроба прориву на Маріуполь з боку Новоазовська в районі села Безіменне; прикордонники спільно з батальйоном «Азов» у бою відбили прорив. Прикордонники втратили одного бійця, один поранений.
Внаслідок російської військової агресії із вересня 2014 року. Безіменне перебуває на тимчасово окупованій території Донецької області.
9 травня 2017 року військові формування ДНР організували в Безіменному святкові заходи, які були обстріляні артилерією полку «Азов».За даними слідства організаторами обстрілу були командир полку Максим Жорін і начальник штабу полку Владислав Соболевський .
Впродовж квітня-травня 2022 року в селі Безіменне рашистськими окупаційними військами створені фільтраційні табори, які були перетворені на справжнє гетто для маріупольців.
Рашистські окупанти примусово вивезли з районів Гуглине, Мирний та Волонтерівки всіх чоловіків. Формальний привід  — щодо фільтрації. Жодних особистих речей із собою взяти не було дозволено, паспорти та інші документи для ідентифікації особи були відібрані.
Чоловіків розмістили у приміщенні школи та клубу. Жахливі умови утримання людей, які змушені спати на підлозі в коридорах. Медична допомога не надавалася. У сусідньому селі Козацьке зафіксовано перший випадок смерті чоловіка через відмову окупантів викликати швидку допомогу.

## Соціальна сфера
У селі — середня школа, клуб, бібліотека. Функціонують пологовий будинок, фельдшерсько- акушерський пункт, яким завідував Є. О. Кошовий, нагороджений за сумлінну працю орденом Леніна. Є профілакторій для тваринників, відкрито дитячі ясла. Працюють рибопункт, відділення Кривокоського хлібоприймального пункту, 5 магазинів. На території села розташована риболовецька бригада колгоспу ім. XXI з'їзду КПРС (центральна садиба міститься у с. Широкиному). На узбережжі Азовського моря у с. Безіменному розташованій піонерський табір тресту «Красногвардійськвугілля» м. Макіївки.

## Населення
За даними перепису 2001 року населення села становило 2638 осіб, із них 45,19 % зазначили рідною мову українську, 53,71 % — російську, 0,8 %— вірменську, 0,08 %— грецьку, 0,04 %— болгарську, румунська та німецьку мови.